# Вазописец Иксиона

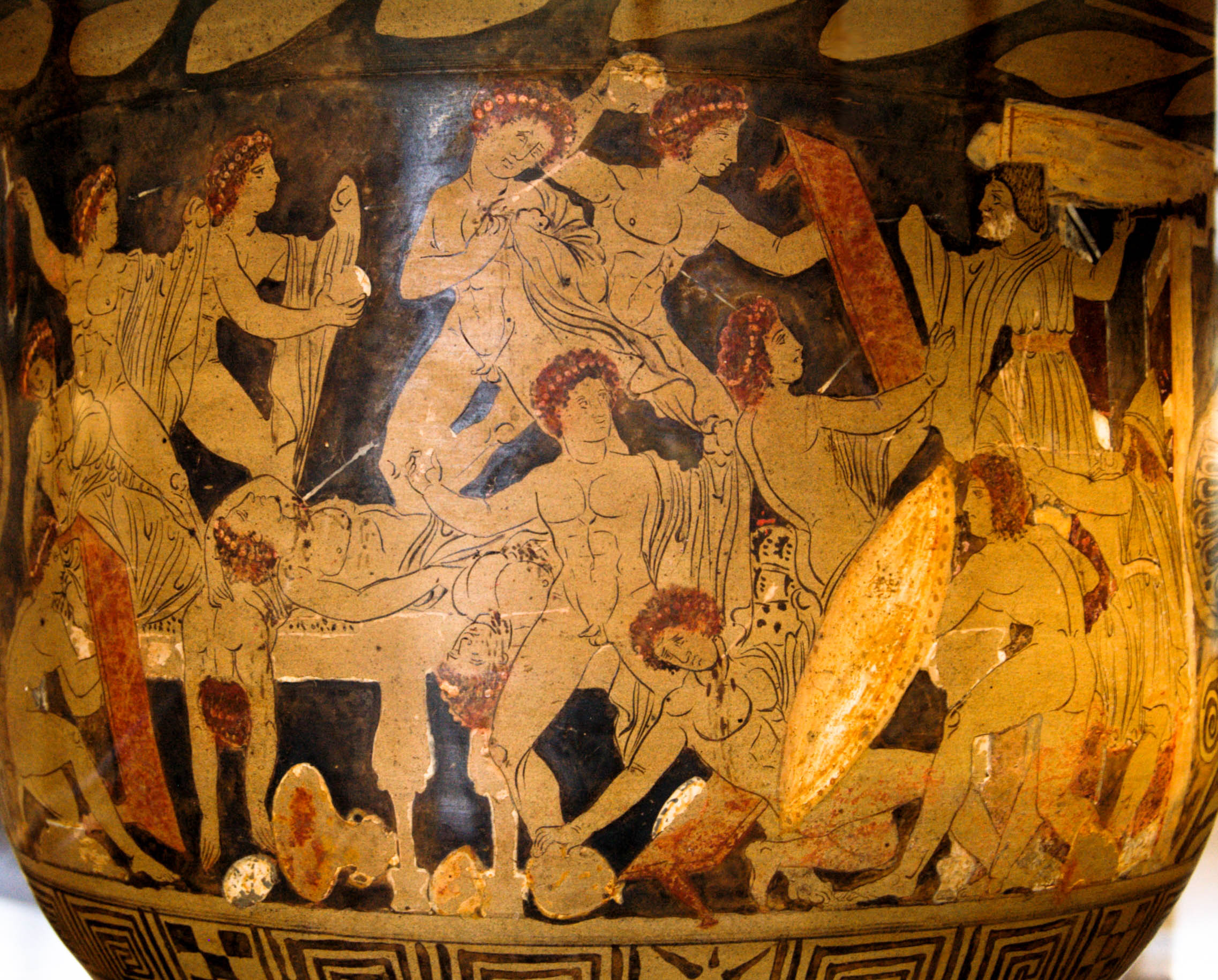
Амфора со сценой убийства поклонников Пенелопы Одиссеем

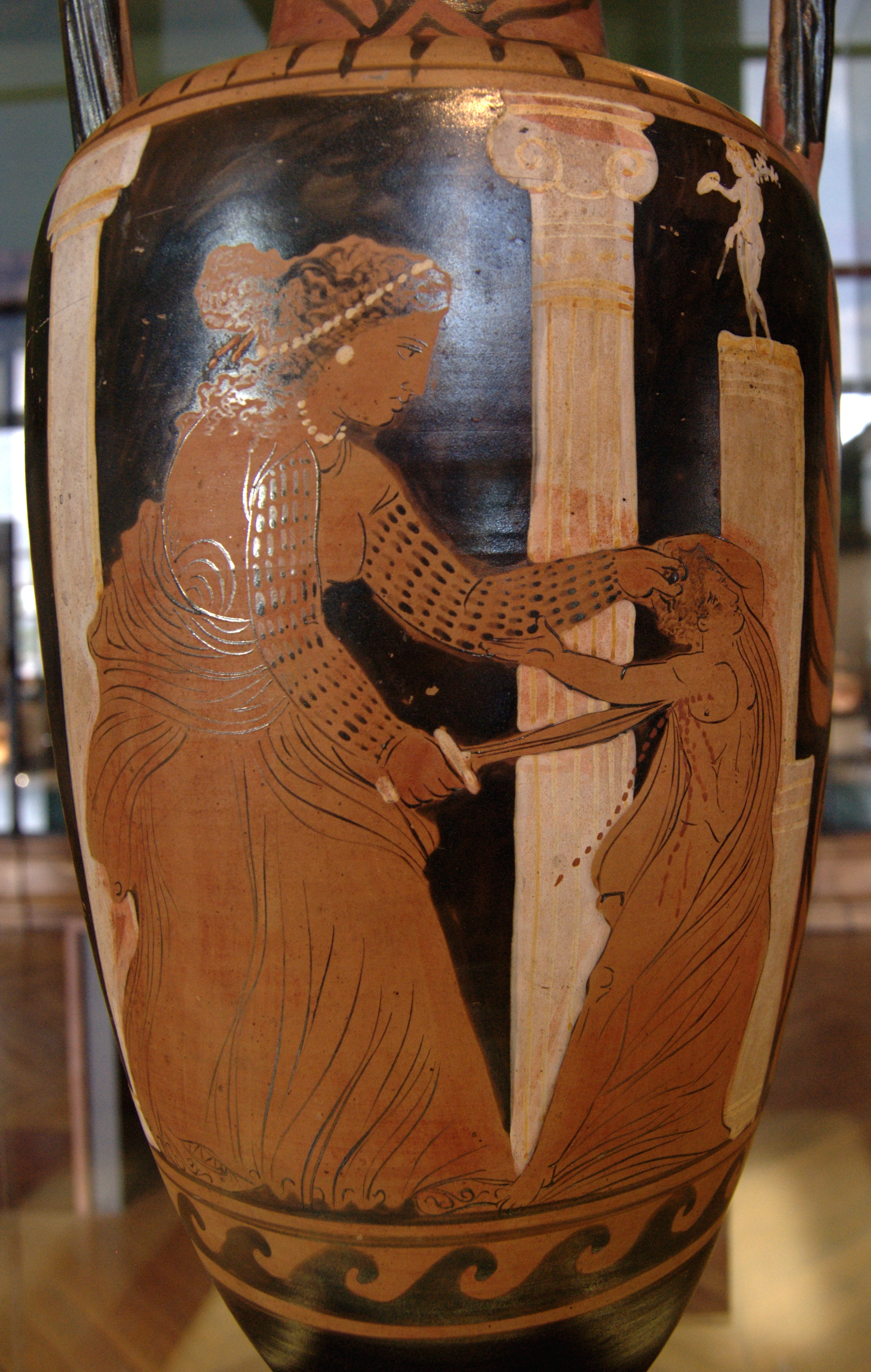
Амфора: Медея убивает своих детей, сцена из трагедии Еврипида

Вазописец Иксиона (англ. Ixion Painter, нем. Ixion-Maler) — анонимный греческий вазописец, работал в Капуе в последние 3 десятилетия 4 веке до н. э. в краснофигурной технике. Именная ваза вазописца Иксиона — амфора с изображением сцены наказания Иксиона, сейчас хранится в Берлине. Вазописец Иксиона считается одним из важнейших представителей кампанийской керамики.
Художник иллюстрировал свои вазы сюжетными композициями, заимствованными из мифов и эпоса. Среди его работ в основном встречаются амфоры (Лувр K 300, кратеры (Лувр и Оксфорд), а также гидрии. Его стиль характеризуется представлением фигур с гибкой анатомией, что не вполне соотносится с широким носом и мясистыми губами. Как особое украшение для кратеров вазописец Иксиона использовал меандр на фризе, чередуя его со звездным орнаментом в нижней части чаши, на ручках ваз часто рисовал пальметты.

## Основные работы
- именная ваза — амфора со сценой наказания Иксиона.
- колоколовидный кратер с изображением убийства поклонников Пенелопы Одиссеем[1].
- амфора Медея убивает своих детей, сцена из трагедии Еврипида. Найдена в Кумах, экспонируется в Лувре[2]
- амфора с изображением воина с белым копьем на стороне А и на стороне В — юноша[3].
- Гидрия, на которой вазописец изобразил наиск, в нем стоит юноша. По обе стороны наиска — фигуры гоплитов. Обратная сторона богато украшена пальметтами[4].